# Kurt Abels
Kurt Abels (* 27. November 1928 in Düsseldorf; † 4. September 2014 in Denzlingen) war ein deutscher Germanist und Professor für Deutsch.

## Leben
Nach dem Abitur studierte Kurt Abels Germanistik und Geschichte in Köln und Freiburg im Breisgau und war anschließend von 1955 bis 1969 als Lehrer an nordrhein-westfälischen Gymnasien tätig, unter anderem von 1957 bis 1969 am Collegium Augustinianum Gaesdonck. 1965 wurde er in Freiburg mit einer Dissertation über Germanische Überlieferung und Zeitgeschichte im Ambraser Wolf Dietrich zum Dr. phil. promoviert. Von 1971 bis zu seiner Emeritierung 1993 war Abels Professor für Deutsche Sprache und Literatur und Didaktik des Deutschunterrichts an der Pädagogischen Hochschule Freiburg. Er veröffentlichte zahlreiche Monographien und Aufsätze zur Sprach- und Literaturdidaktik und zur Geschichte des Deutschunterrichts. Er wirkte zudem von 1973 bis 1979 als Leiter des Reallehrinstituts und ab 1981 als Leiter der Außenstelle des Prüfungsamtes.
Am  4. September 2014 starb Abels im Alter von 85 Jahren in Denzlingen im Breisgau.

## Veröffentlichungen (Auswahl)
- Germanische Überlieferung und Zeitgeschichte im Ambraser Wolf Dietrich. Phil. Diss. Freiburg im Breisgau 1965.
- (Hg., zusammen mit Paul Dyckmans u. Gregor Hövelmann:) Niederrheinische Kirchengeschichte. Kevelaer: Butzon & Bercker 1965.
- (Bearb.:) Herders Sprachbuch. Ein neuer Weg zu gutem Deutsch. Rechtschreibung, Trennung, Aussprache, Bedeutung, Herkunft von rund 60000 Wörtern. 36 Rahmenartikel zu Sprachlehre, Sprachkunde, Sprachgebrauch neu bearbeitet von Kurt Abels. Freiburg im Breisgau, Basel u. Wien: Herder 1973. (= Herderbücherei. 470.) ISBN 3-451-01970-1. (Mehrere Neuauflagen u. Lizenzausgaben.)
- (Hg.:) Neue Wege im Deutschunterricht. Freiburg im Breisgau, Basel u. Wien: Herder 1975. (= Herderbücherei. 9302.) ISBN 3-451-09032-5.
- Mehr Erfolg im Deutschunterricht. Freiburg im Breisgau, Basel u. Wien: Herder 1977. (= Herderbücherei. 9301.) ISBN 3-451-09301-4.
- (Hg., zusammen mit Karl Otto Frank u. Peter Christoph Kern:) Sprachunterricht. Bad Heilbrunn/Obb.: Klinkhardt 1978. ISBN 3-7815-0349-6.
- Unterrichtsmodelle zum Sprachunterricht. Sekundarstufe 1. Bochum: Kamp 1978. (= Kamps pädagogische Taschenbücher. 80.) ISBN 3-592-71800-2.
- (Hg., zusammen mit Peter Christoph Kern:) Sprache, Literatur, Deutschunterricht. Karl Otto Frank zum 60. Geburtstag. Freiburg im Breisgau: Hochschulverlag 1982. ISBN 3-8107-5023-9.
- Zur Geschichte des Deutschunterrichts im Vormärz: Robert Heinrich Hiecke (1805 - 1861). Leben, Werk, Wirkung. Köln u. Wien: Böhlau 1986. (= Studien und Dokumentationen zur deutschen Bildungsgeschichte. 32.) ISBN 3-412-03986-1.
- (Hg.:) Deutschunterricht in der DDR 1949 - 1989. Beiträge zu einem Symposion in der Pädagogischen Hochschule Freiburg. Frankfurt am Main u. a.: Lang 1992. (= Beiträge zur Geschichte des Deutschunterrichts. Bd. 8.) ISBN 3-631-45048-6.
- Ein Held war ich nicht. Als Kind und Jugendlicher in Hitlers Krieg. Köln, Weimar u. Wien: Böhlau 1998. ISBN 3-412-01498-2.
- Kadetten. Preußenfilm, Jugendbuch und Kriegslied im „Dritten Reich“. Bielefeld: Aisthesis 2002. ISBN 3-89528-382-7.
- Herausgeber der Sprachbuchreihe Sprache gebrauchen, Sprache verstehen für die Klassen 5 bis 10, jeweils mit Ausgaben für Hauptschulen und für Realschulen, im Verlag Schöningh, Paderborn (mehrere Bände und zugehörige Lehrerhefte, 1981 bis 1988).
- daneben zahlreiche Aufsätze und Artikel.